# SlideShare
SlideShare é uma rede de compartilhamento de documentos, onde se pode baixar atividades elaboradas sob o formato "apresentação de slides". Lançado em 2006, possui 58 milhões de usuários únicos por mês. Tendo milhares de trabalhos feitos por pessoas que lá postaram, existem trabalhos de variados assuntos.
Em 3 de Maio de 2012, o LinkedIn comprou o SlideShare por US$118,75 milhões.